# Rasputin: Der Dämon Rußlands
Rasputin: Der Dämon Rußlands – Alternativtitel Der Dämon Russlands: Rasputin – (Originaltitel: Rasputin and the Empress) ist ein US-amerikanisches Melodrama über Aufstieg und Fall von Rasputin mit den drei Geschwistern John Barrymore, Ethel Barrymore und Lionel Barrymore unter der Regie von Richard Boleslawski. Die Filmgesellschaft MGM wurde nach der Uraufführung erfolgreich von der Prinzessin Irina Alexandrowna Romanowa wegen Rufschädigung verklagt und musste eine erhebliche Schadensersatzsumme zahlen.

## Handlung
Der Film beginnt 1913 mit der glanzvollen Feier, die Zar Alexander und die Zarin Alexandra zu Ehren der erstmaligen Thronbesteigung durch die Dynastie der Romanow vor 300 Jahren veranstalten. Während die Herrscher sich im Glanz der Vergangenheit sonnen, beginnen die sozialen Unruhen im Land zu wachsen. Prinz Paul Chegodieff gerät einige Zeit später in einen Gewissenskonflikt, als der Onkel seiner Verlobten Prinzessin Natascha, Großfürst Sergei, von Anarchisten ermordet wurde. Prinz Paul weigert sich strikt, alle Verdächtigen ohne vorherige Untersuchung hinrichten zu lassen, wie es sein künftiger Schwiegervater, Großfürst Igor verlangt. Die Angelegenheit nimmt bedrohliche Ausmaße an, als Tausende vor dem Winterpalais in St. Petersburg protestieren. Der verängstigte Zar lässt daraufhin den Thronfolger, den kleinen Alexei Nikolajewitsch, auch Aloysha genannte, auf den Balkon treten, um die Massen zu beruhigen. Der Druck auf den Zaren wächst jedoch weiterhin, so dass dieser beschließt, eine Duma einzurichten, die er nach englischem Vorbild als eine Art von Parlament konzipieren möchte.
In der Zwischenzeit ist Prinzessin Natascha völlig in den Bann des charismatischen Mönchs und Wunderheilers Rasputin geraten. Prinz Paul verachtet Rasputin, doch ist er gegen dessen wachsenden Einfluss in der besten Gesellschaft machtlos. Als der Thronfolger, der an der Bluterkrankheit leidet, in Lebensgefahr gerät, da eine Blutung nicht mehr gestoppt werden kann, lässt die Zarin sich von ihrer Vertrauten Prinzessin Natascha überzeugen, als letztes Mittel nach Rasputin zu rufen, der über magische Kräfte verfügen soll. Der Mönch zieht die völlig verzweifelte Zarin sofort in seinen Bann. Sie lässt Rasputin allein mit dem Kind. Er hypnotisiert den Jungen und wie durch ein Wunder ist die Blutung gestillt. Innerhalb kürzester Zeit steigt Rasputin zum inoffiziellen Berater und Vertrauten der gesamten Zarenfamilie auf. Er lässt keine Gelegenheit aus, seine Macht auszunutzen und alle Beteiligten in eine Art emotionaler Abhängigkeit zu bringen. Gleichzeitig beginnt der Mönch, sich vom Chef der geheimen Staatspolizei vertrauliche Unterlagen über die Mitglieder des Hochadels überstellen zu lassen. Rasputin startet in großem Umfang mit Erpressungen, um Geld, Sex und Einfluss zu bekommen. Bald wird aus ihm der meistgehasste Mann von Russland.
Mittlerweile hat das Jahr 1914 begonnen und Rasputins Einfluss nimmt noch weiter zu. Prinz Paul ist völlig machtlos gegen die Hörigkeit, in der sich seine Frau mittlerweile befindet. Schließlich entdeckt er, dass Rasputin sogar schon den Thronfolger zu einem willigen Sklaven gemacht hat. Es kommt zu einem Streit zwischen den beiden Männern und als die Zarin hinzutritt, lässt sie Prinz Paul hinausweisen. Paul beginnt, an einem Plan zur Ermordung von Rasputin zu arbeiten. Natascha enthüllt jedoch die Verabredungen an den Mönch. Als Paul kurze Zeit später versucht, Rasputin zu erschießen, übersteht dieser das Attentat, da er eine schusssichere Weste unter der Soutane trägt.
Im August 1914 bricht der Krieg mit Deutschland aus. Zunächst ist der Zar unwillig, gegen seinen deutschen Vetter in die Schlacht zu ziehen, doch Rasputin überzeugt den willensschwachen Herrscher, an der Seite der Alliierten den Kampf aufzunehmen. Prinz Paul, der stets für den Frieden eingetreten ist, erfüllt dennoch treu seine Pflicht als Offizier und geht an die Front. Rasputin, der immer mehr Züge des Wahnsinns zeigt, versucht eines Nachts, die Tochter des Zaren, Prinzessin Maria, sexuell gefügig zu machen. Das verängstigte Mädchen flieht und vertraut sich Natascha an. Diese wendet sich voll Abscheu über die Tat an Rasputin. Dieser versucht, sie mittels Hypnose erneut in die Abhängigkeit zu drängen, und vergewaltigt sie dann. Die Zarin Alexandra überrascht beide und erkennt endlich die Schändlichkeit von Rasputins Tun. Natascha schreibt unterdessen eine eilige Depesche an Paul und bittet ihn, Rasputin zu ermorden, um größeres Unheil von der Zarenfamilie abzuwenden. Während einer Orgie, die Rasputin veranstaltet und an der viele Mitglieder des Hochadels teilnehmen, isst er Unmengen von vergiftetem Kuchen, ohne dass sich ein Effekt zeigt. Paul tritt hinzu und zwingt Rasputin, ihn in den Keller des Gebäudes zu begleiten. Dort kämpfen die beiden Männer auf Leben und Tod. Am Ende würgt Paul den Mönch bis zur Bewusstlosigkeit und wirft ihn in den Fluss, wo Rasputin schließlich ertrinkt. Der Thronfolger erwacht im selben Moment aus der Hypnose, unter der er gestanden hat. Der Zar sieht sich gezwungen, aus Gründen der Staatsräson Prinz Paul und Natascha nach England auszuweisen, auch wenn er persönlich große Dankbarkeit für die Tat empfindet. Kurze Zeit später bricht die Oktoberrevolution aus und der Film endet mit der standrechtlichen Erschießung der gesamten Zarenfamilie.

## Hintergrund
Irving Thalberg spielte seit gut zwei Jahren mit der Idee für einen Film über das Schicksal von Rasputin. Nach etlichen Vorbereitungen ging der Streifen schließlich Mitte 1932 in Produktion. Thalberg sah darin die einmalige Gelegenheit, alle drei Mitglieder der berühmten Schauspielerdynastie Barrymore, John, Lionel und deren Schwester Ethel, gemeinsam in dramatischen Rollen vor die Kamera zu bekommen. Alle drei hatten 1917 zusammen in National Red Cross Pageant, einem Hilfsaufruf für das Nationale Rote Kreuz, mitgewirkt. Mit dem Wechsel von John Barrymore weg von Warner Brothers standen er und Lionel Barrymore bereits seit Ende 1931 gemeinsam bei MGM unter Vertrag. Sie hatten schon zwei Filme zusammen gedreht: Arsene Lupin, der König der Diebe und Menschen im Hotel. Die Verpflichtung der Geschwister war mit nicht unerheblichen Kosten verbunden. Während John auf der Grundlage seines laufenden Vertrages für die Mitwirkung eine Gage von 150.000 US-Dollar erhielt, hatte Lionel Barrymore Anspruch auf eine Wochengage in Höhe von 4.000 US-Dollar. Ethel handelte für ihren ersten Auftritt in einem Tonfilm Zahlungen in Höhe von insgesamt 125.000 US-Dollar aus. Die Schauspielerin gab stets offen zu, die Rolle nur deshalb angenommen zu haben, da sie fast ihr gesamtes Vermögen während der Weltwirtschaftskrise verloren hatte. Die Dreharbeiten dauerten mit siebzehn Wochen ungewöhnlich lange. Einer der Gründe war der Wechsel auf dem Regiestuhl. Zunächst hatte Charles Brabin die Verantwortung, doch Thalberg war unzufrieden mit den Ergebnissen und übertrug die Regie nach fünf Wochen auf Richard Boleslawski. Zu der Änderung trugen auch die ständigen Probleme zwischen Brabin und Ethel Barrymore bei. Sobald Brabin ihr vorschlug, ihre starken Gesten etwas zu beschränken, antwortete die Doyenne des amerikanischen Theaters:

„Es bleibt alles so. Ich habe die Kaiserin noch persönlich gekannt.“

Damit einher gingen umfangreiche Änderungen im Skript, an dem unter anderem Lenore Coffee, C. Gardner Sullivan, Mercedes de Acosta und John Meehan arbeiteten, ehe Charles MacArthur, der Ehemann von Helen Hayes, eine komplette Revision vornahm. Die Schauspieler mussten mit ständigen Änderungen im Drehbuch leben und bekamen oft erst am Morgen die fertigen Dialoge. MacArthur bekam am Ende als einziger Autor Nennung im Credit. Insgesamt nimmt sich der Film etliche Freiheiten bei der Schilderung von Aufstieg und Fall Rasputins. Die drei Barrymores hatten ihre ständigen Auseinandersetzungen und Reibereien, doch insgesamt arbeiteten sie mit großer Professionalität zusammen.

## Kinoauswertung
Die Produktionskosten lagen am Ende bei 1.022.000 US-Dollar und damit vergleichsweise hoch. An der Kinokasse erwies sich der Film als wenig erfolgreich. Einnahmen von 1.379.000 US-Dollar, davon 677.000 US-Dollar vom Heimatmarkt und weitere 702.000 US-Dollar von den restlichen Märkten, stand am Ende ein Verlust von 185.000 US-Dollar gegenüber.

## Schadensersatzklagen
Der Film wurde am 23. Dezember 1932 in New York uraufgeführt und führte im Folgejahr zu einer Schadensersatzklage der Prinzessin Irina Alexandrowna Romanowa, Ehefrau von Fürst Felix Jussupow, die sich in der Figur der Prinzessin Natascha falsch dargestellt glaubte. Die Prinzessin gab an, anders als im Film angedeutet, niemals von Rasputin vergewaltigt worden zu sein, und verklagte das Studio zunächst in London. Sie bekam schließlich im März 1934 von den englischen Richtern die Summe von umgerechnet 127.373 US-Dollar als Schadensersatz für Rufverletzungen im britischen Rechtsgebiet zugesprochen.
Das Studio einigte sich mit der Klägerin im August 1934 dann in New York für den amerikanischen Rechtsbereich außergerichtlich auf die Summe von weiteren 250.000 US-Dollar als Entschädigung. Dies war damals eine der höchsten Schadensersatzsummen für Ehrverletzungen in den USA. Für die Begleichung sämtlicher Folgeprozesse, die von anderen Adligen der Zeit angestrengt wurden, musste MGM am Ende fast 1.000.000 US-Dollar aufwenden.
Der Prozess Jussupowa führte dazu, dass MGM die ursprüngliche Version um gut 10 Minuten schnitt. In der heute verfügbaren Fassung kommt es nicht zu der Vergewaltigung, so dass der Stimmungsumschwung bei Prinzessin Natascha abrupt und nicht nachvollziehbar geschieht.
1963 wiederholte die Prinzessin, diesmal gemeinsam mit ihrem Ehemann, der als Vorbild für den Prinzen Paul im Film gedient hatte, ihr Vorbringen, diesmal gegen die Fernsehgesellschaft CBS. Sie verlangten 1.500.000 US-Dollar Schadensersatz für die Ausstrahlung eines britischen Films mit dem Titel Rasputin – The Mad Monk mit Christopher Lee als Rasputin. Der Ausgang des Prozesses wurde allerdings nie publik gemacht.

## Kritik
Die New York Times zeigte sich angetan von Werk und Schauspielern:

„Ethel, John und Lionel Barrymore sind die Hauptdarsteller in dem mitreißenden und aufregenden Melodrama ‚Rasputin – Der Dämon Rußlands‘  […]. Lionel Barrymore hat die wichtigste Rolle, doch John als Prinz Chegodieff und Miss Barrymore als Zarin geben ebenfalls gute Darstellungen in ihren Rollen. […] Lionel Barrymore läßt wirklich keinen Stein auf dem anderen bei seinem Bemühen, den abstoßenden Mönch zu spielen, ohne dabei jemals zu übertreiben.“

## Auszeichnung
Auf der Oscarverleihung 1934 erhielt der Film eine Nominierung in der Kategorie
- Beste Originalgeschichte für Charles MacArthur